# حيتان مسطحة
الحيتان المسطحة (الاسم العلمي: Platanistida) هي دون رتبة من الثدييات تتبع رتيبة الحيتان المسننة من رتبة الحيتانيات.

## التصنيف
- الدلافين النهرية
  - †الإسكوالودونات
    - †الإسكوالودون
    - †الإسكوالودون الفجري